# Верхнє Врачанське озеро
Верхнє Врачанське озеро (мак. Горно Врачанско Езеро, Горноврачанското езеро) — льодовикове озеро у Македонії і одне з 27 на Шар-Планині.

## Розташування та особливості

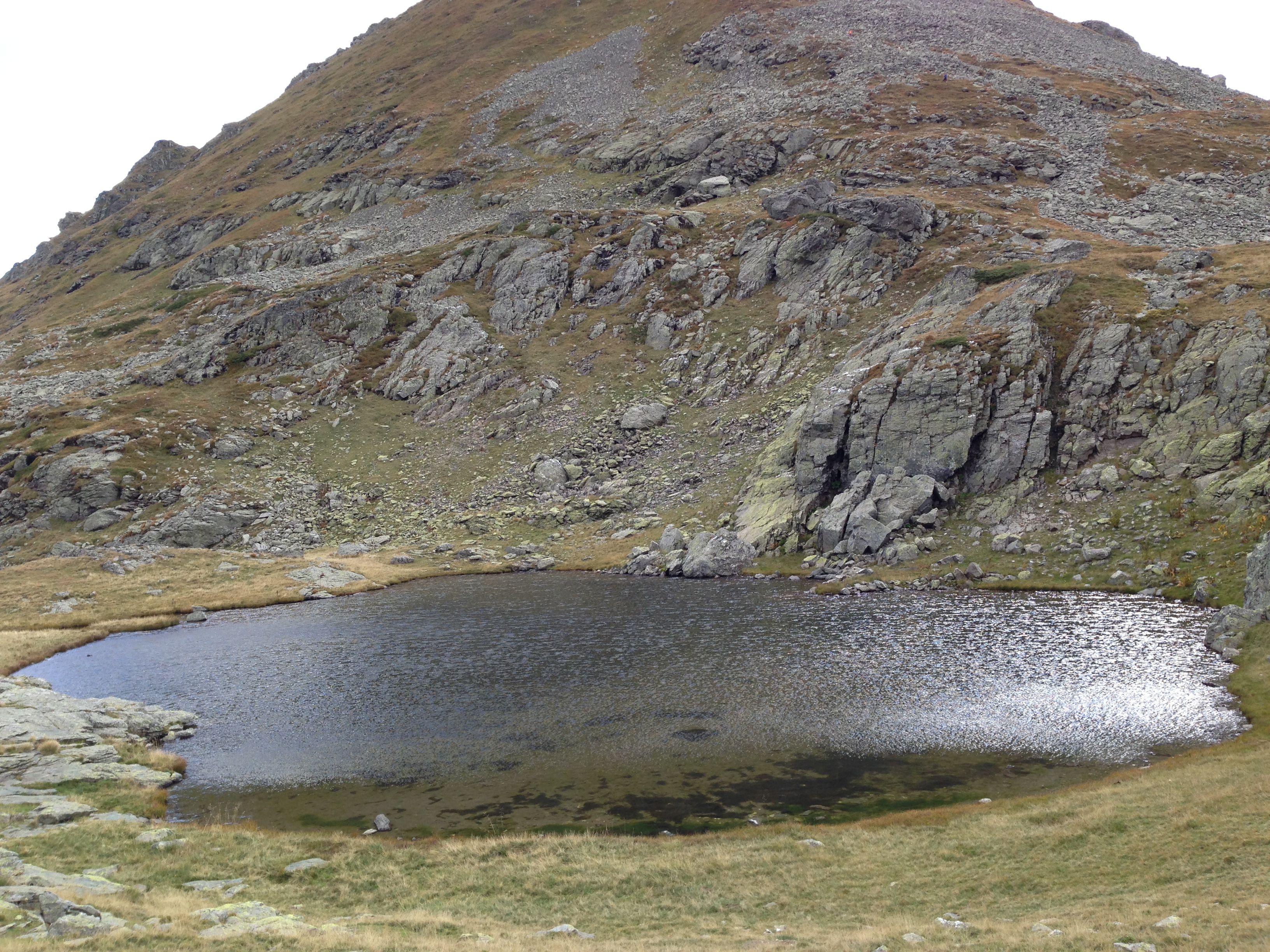
Вид Верхнього Врачанського озера

Разом з Нижнім Врачанським озером складають Врачанські озера. Розташоване на перевалі між вершинами Велика та Мала Враца, прямо біля підніжжя крутого північного схилу Малої Враци. Це озеро було безіменним, але Душко Кривокапич назвав його верхнім, оскільки воно розташоване на більшій висоті, ніж нижнє. Розташоване на висоті 2182 м над рівнем моря. Озеро лежить на північному сході Білокаменського гребеня. Його басейн круглий і скелястий, діаметром 40 метрів. Хоча воно не велике, глибина озера становить близько 2 метрів. Зокрема, Верхнє Врачанське озеро займає площу 1256 м2 довжиною та шириною 40 метрів, довжиною берега 126 метрів нта максимальною глибиною 2,10 метра. Характеризується великою прозорістю води, яка завдяки скелястому середовищу озера, дивлячись зверху, часто надає йому сріблясто-сірий колір, саме тому в туристично-рекламних цілях його можна назвати Срібним озером. Дно на північному трав'янистому березі мулисте, тоді як на західному скелястому березі дно кам'янисте, глибше і з більш чистою водою. Глибина різко зростає під високими скелями над західним узбережжям. Безпосередньо під озером є невелике озеро з кам’янистим дном, яке безпосередньо пов’язане з прямим потоком води. Саме озеро також є джерелом, з якого витікає струмок під назвою Тиха Вода, який протікає в долині між хребтами вершин Велика і Мала Враца, заповнює Нижнє Врачанське озеро і впадає в річку Маздрача як ліва джерельна притока. Трохи вище західного берега озера менше п'ятдесяти метрів проходить лінія державного кордону.

## Галерея

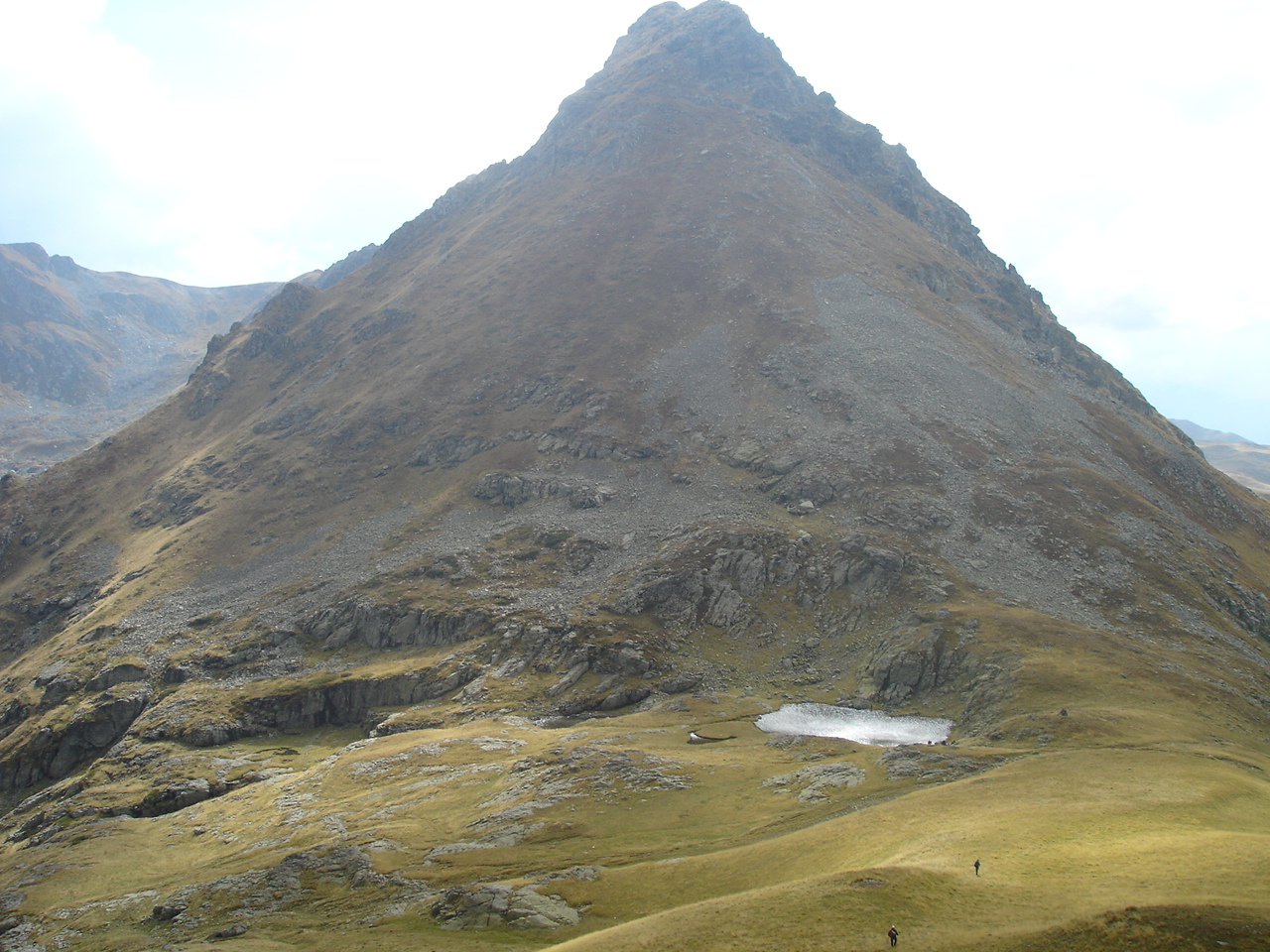
Вид з Верхнього Врачанського озера під схилом Малої Враци
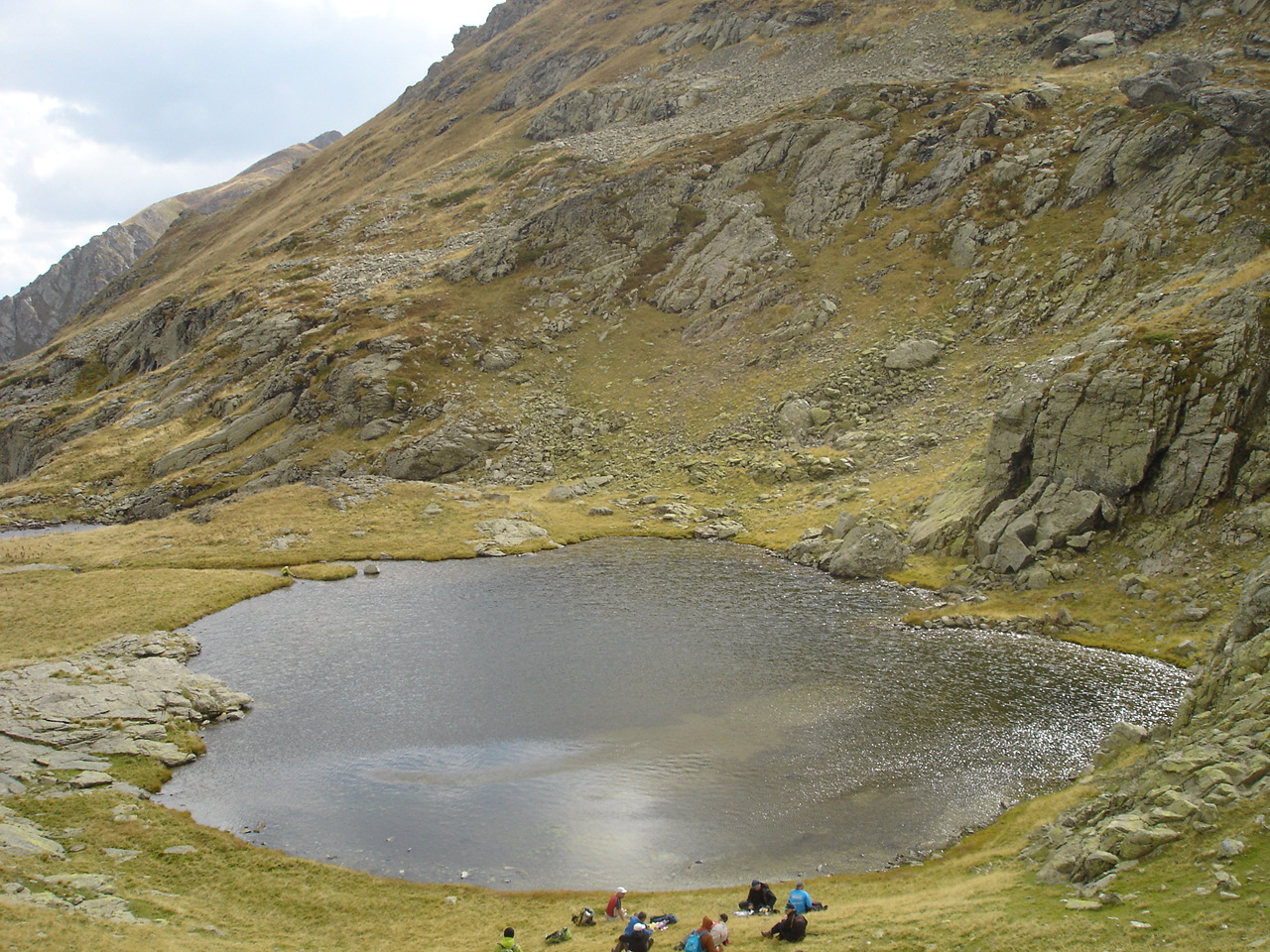
Верхнє Врачанське озеро з півночі
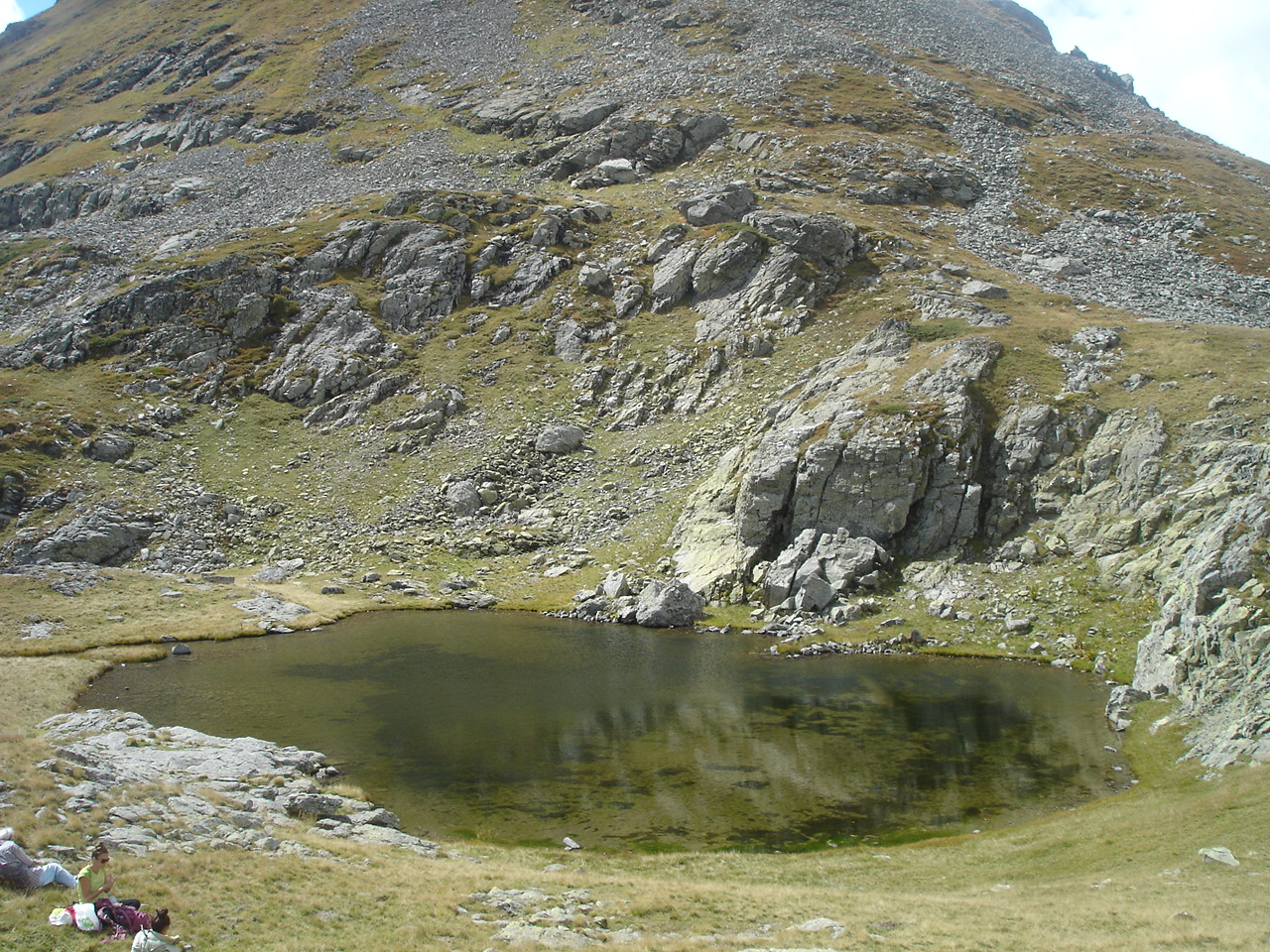
Вид на Верхнє Врачанське озеро
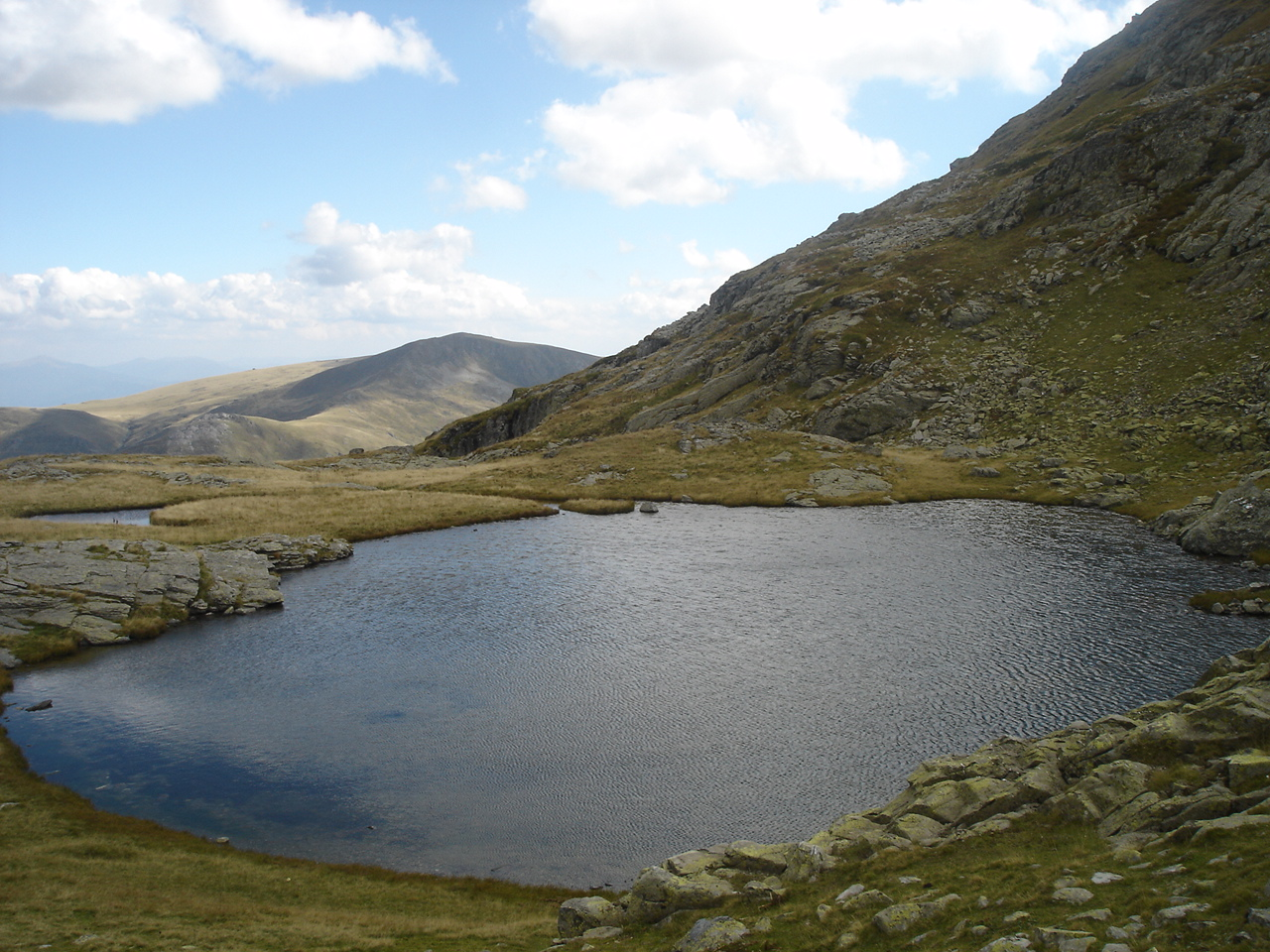
Вид на Верхнє Врачанське озеро
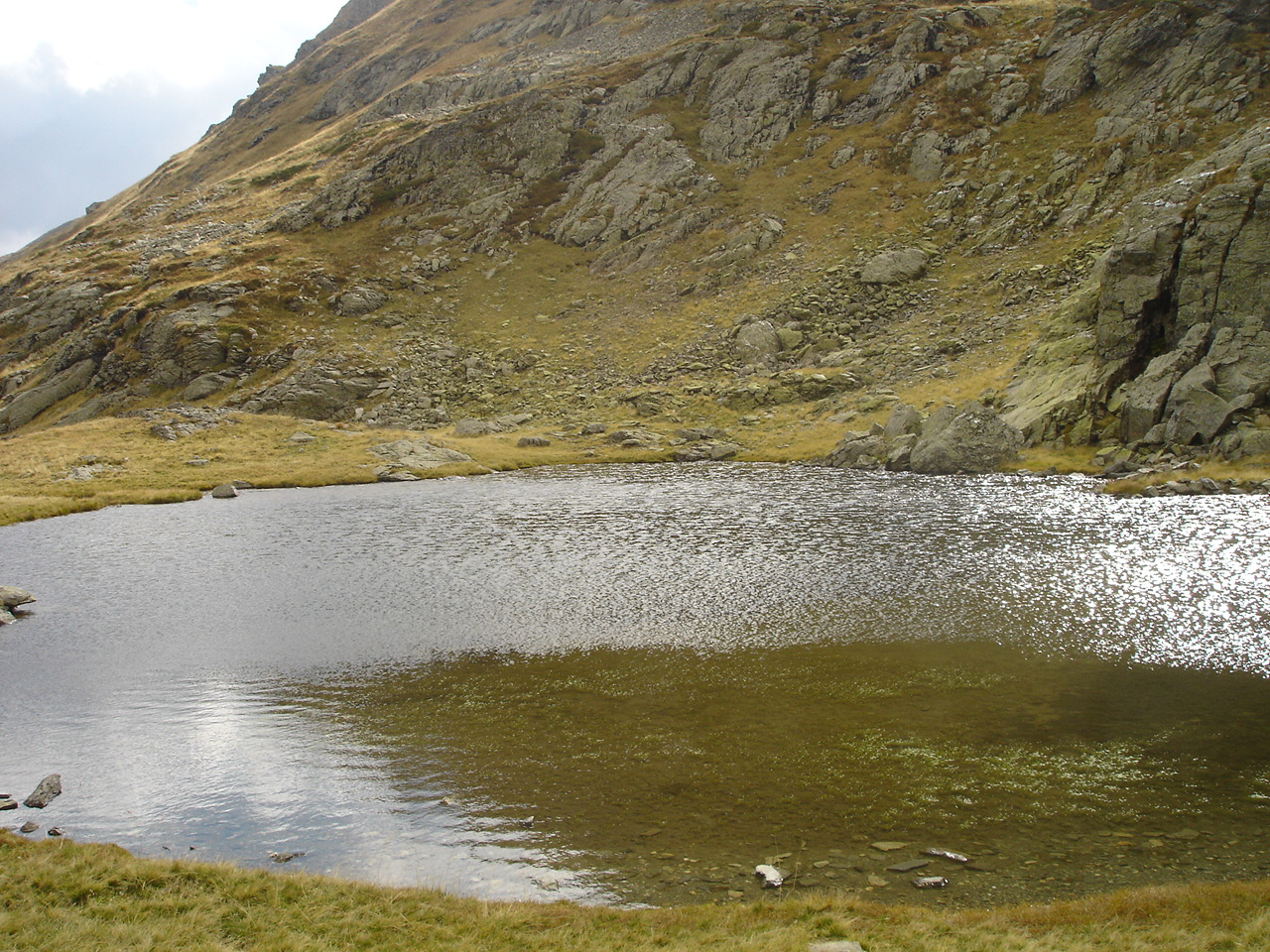
Води Верхнього Вранського озера
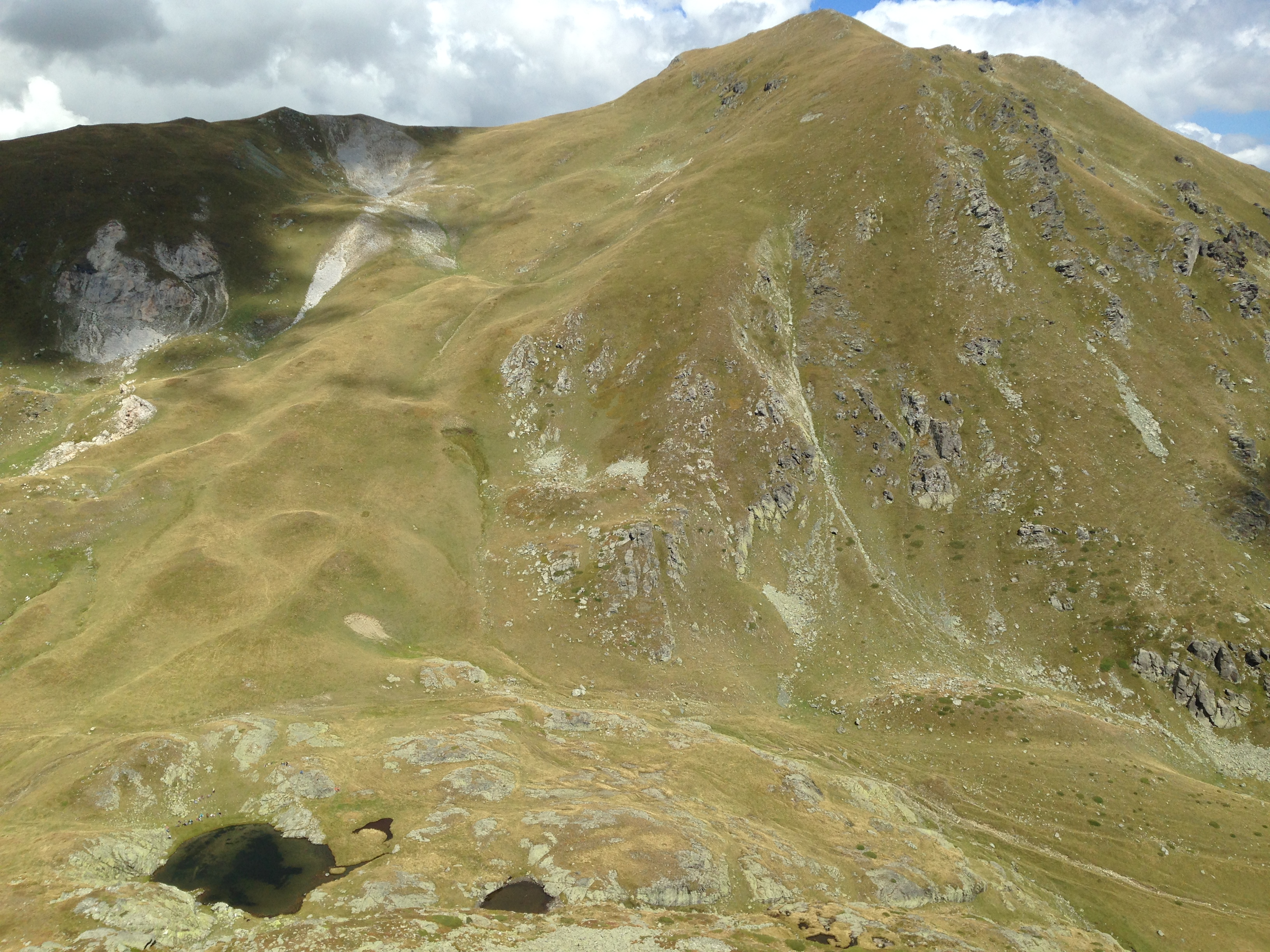
Вид з вершини Мала Враца на озеро Верхнє Врачанське озеро з піком Великої Враци на задньому плані
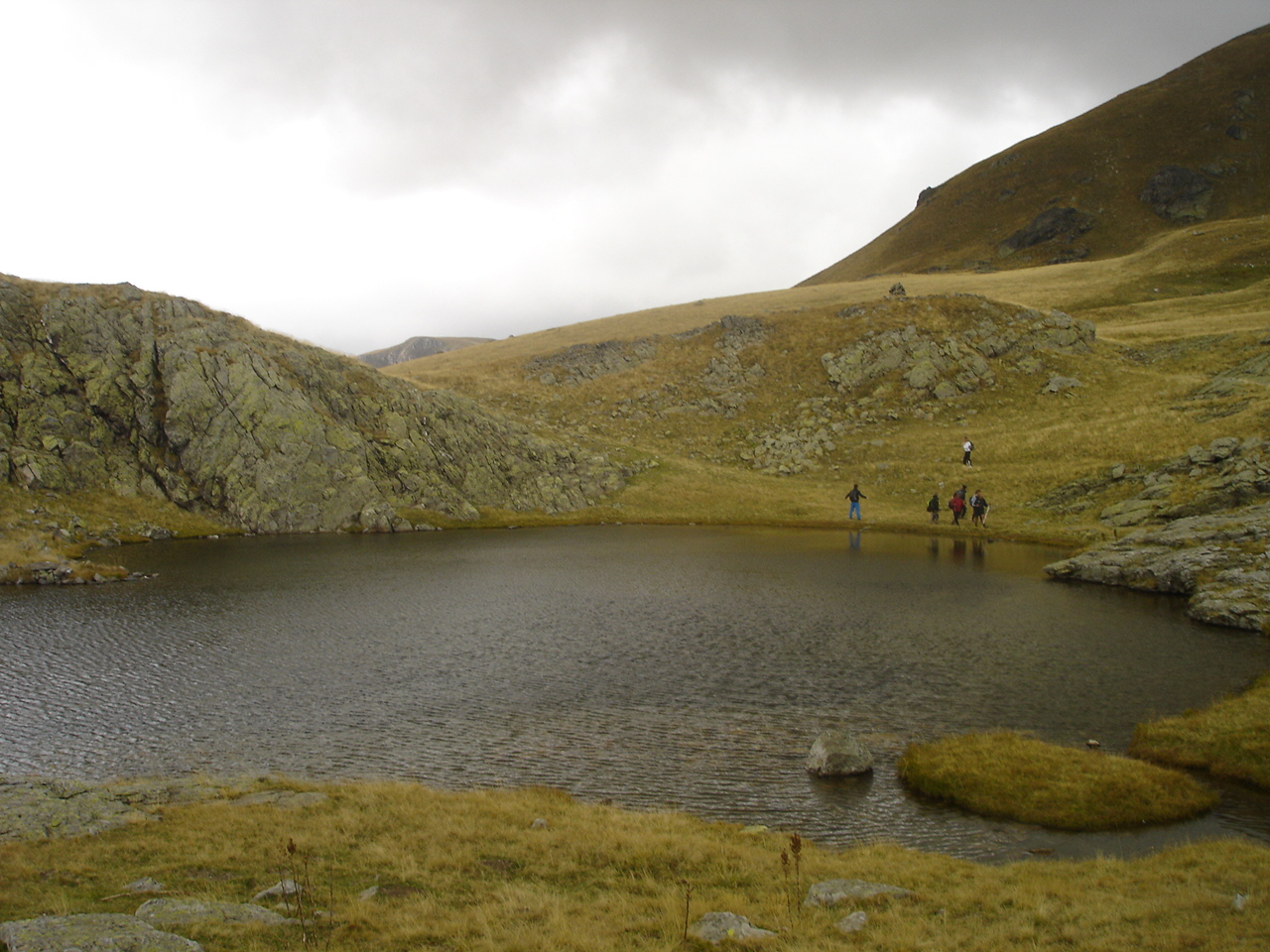
Верхнє Врачанське озеро з південного сходу
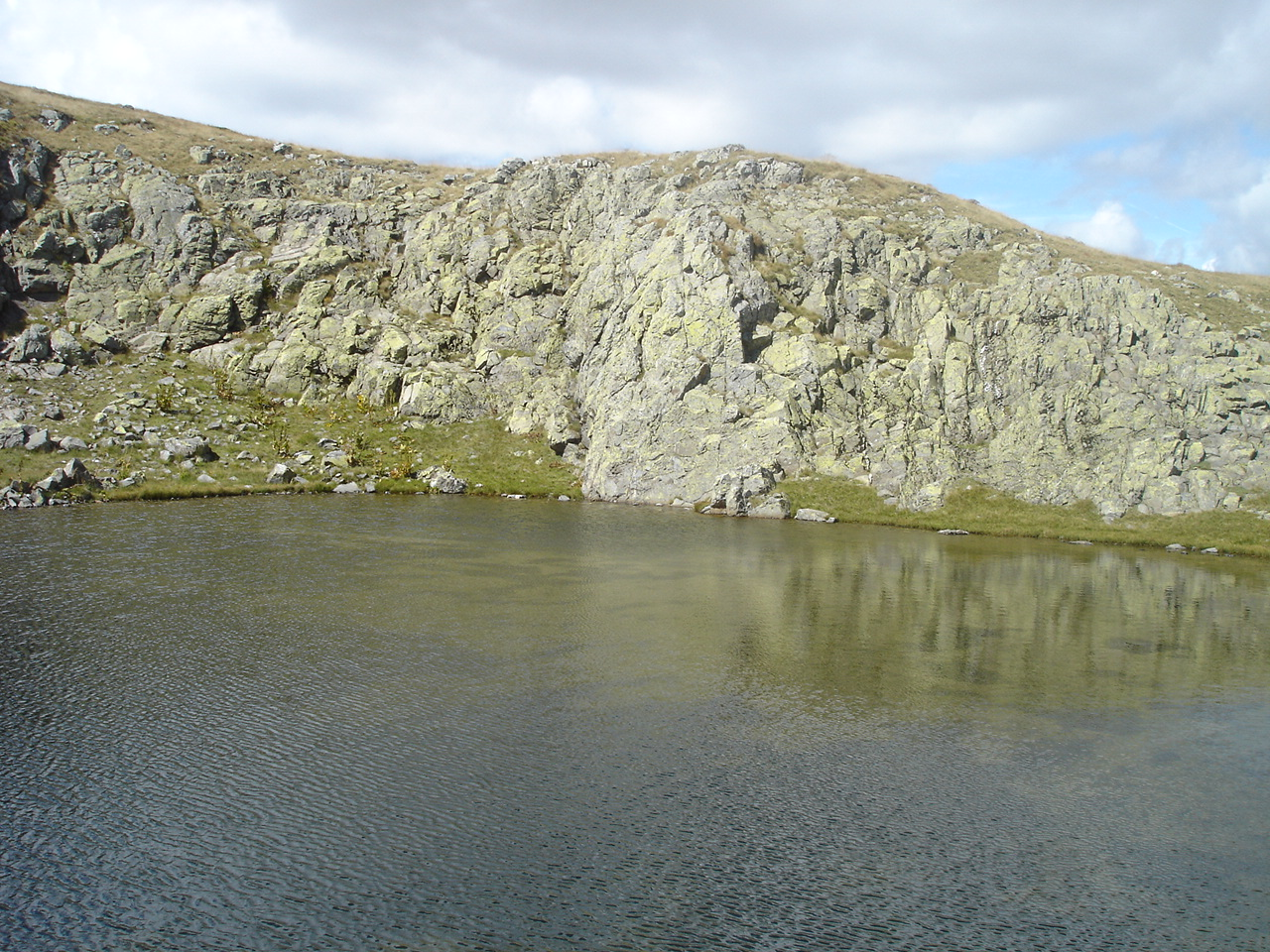
Скелястий берег озера
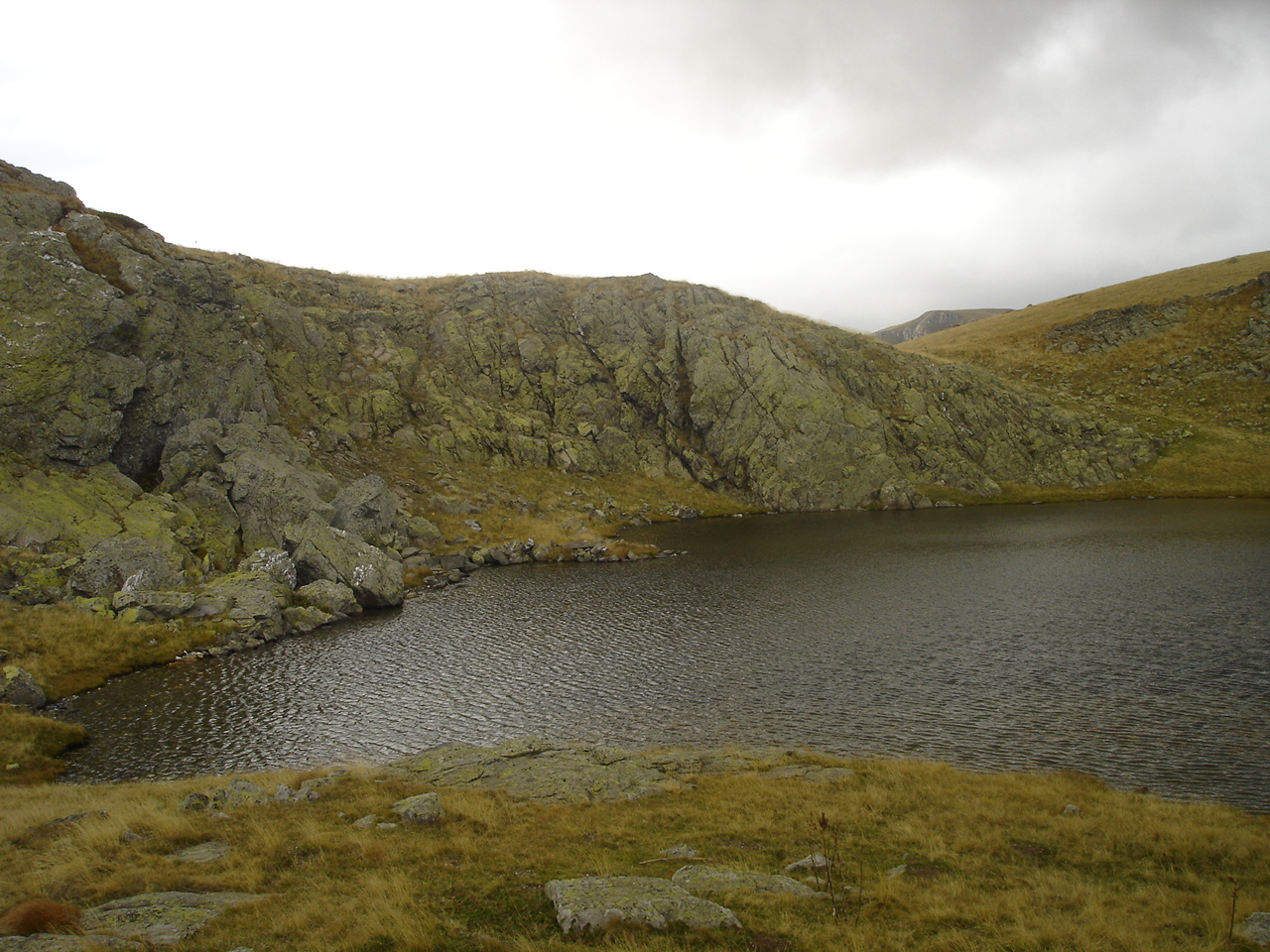
Скелясте і глибоке західне узбережжя озера
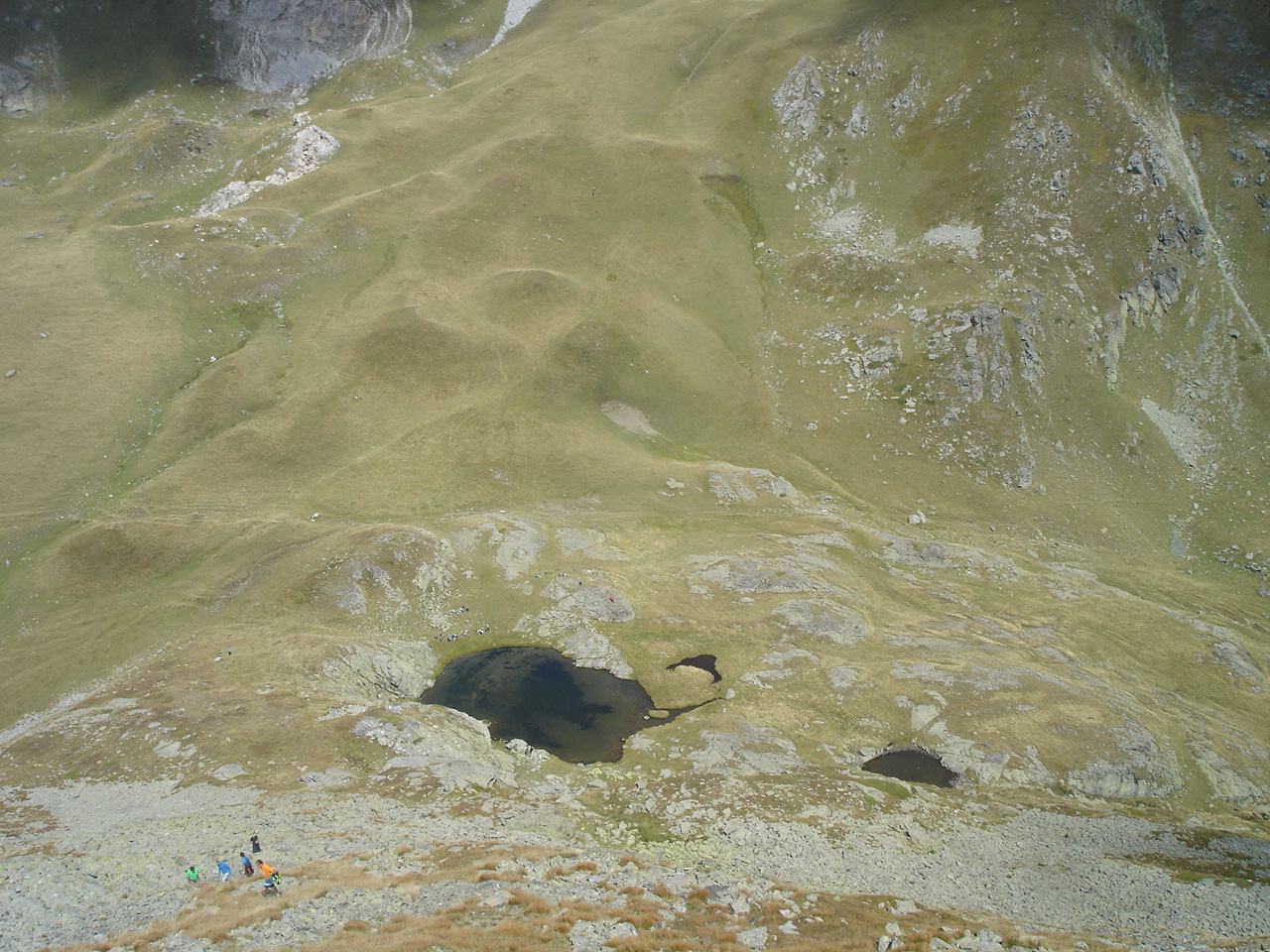
Вид на Верхнє Врачанське озеро з вершини Мала Враца
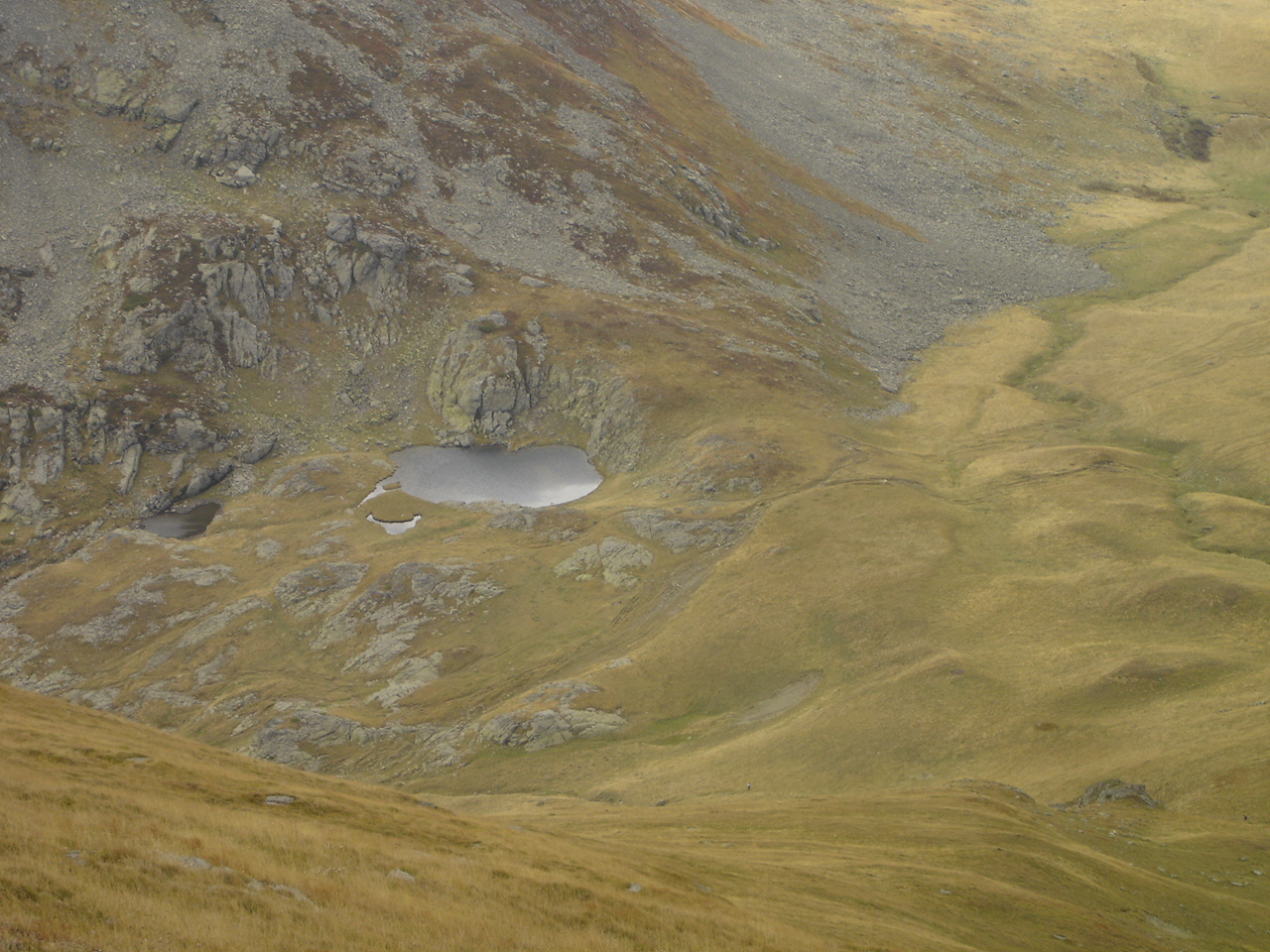
Вид на Верхнє Врачанське озеро з вершини Велика Враца
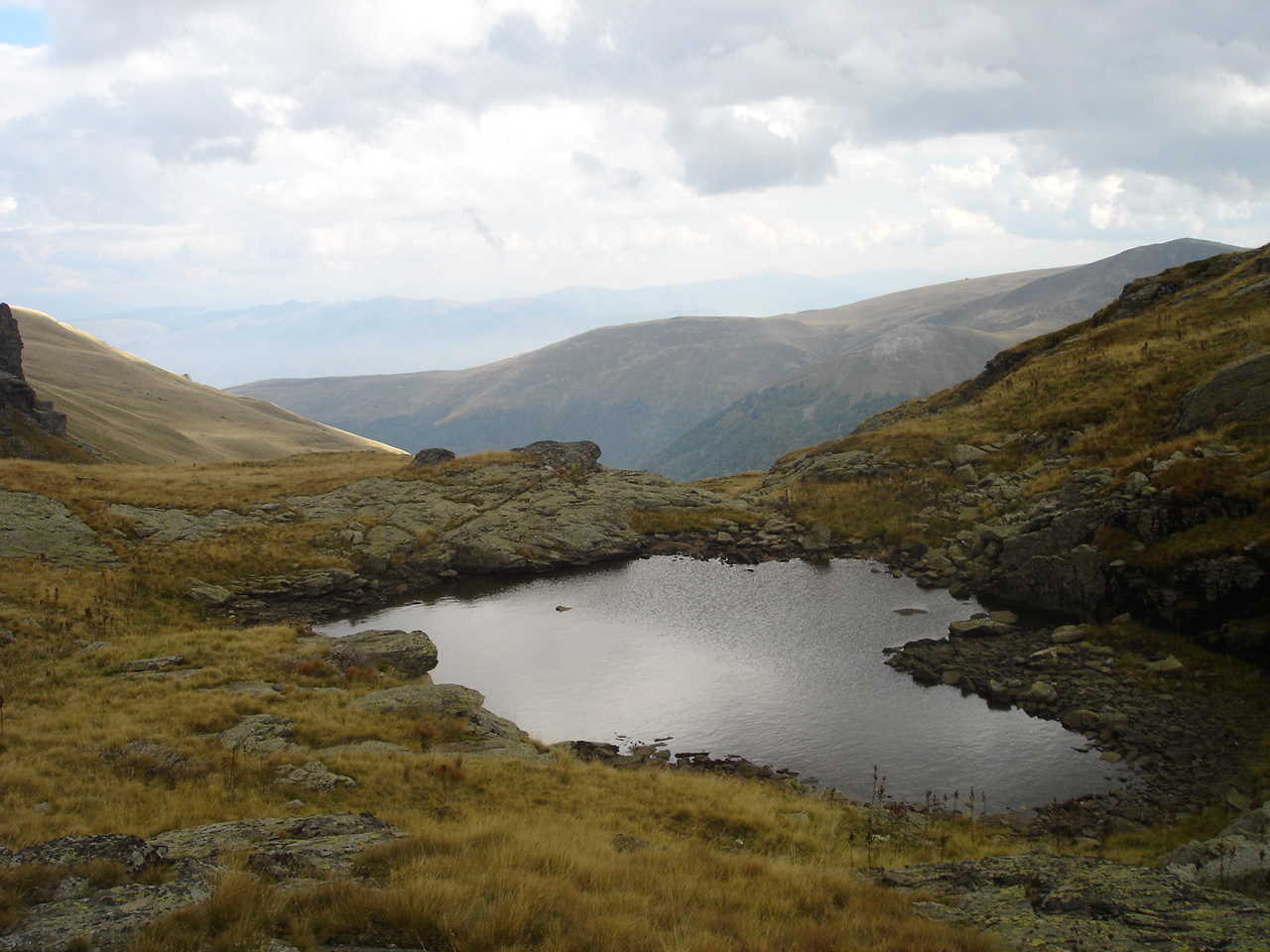
Менший ставок безпосередньо підключений до відтоку води
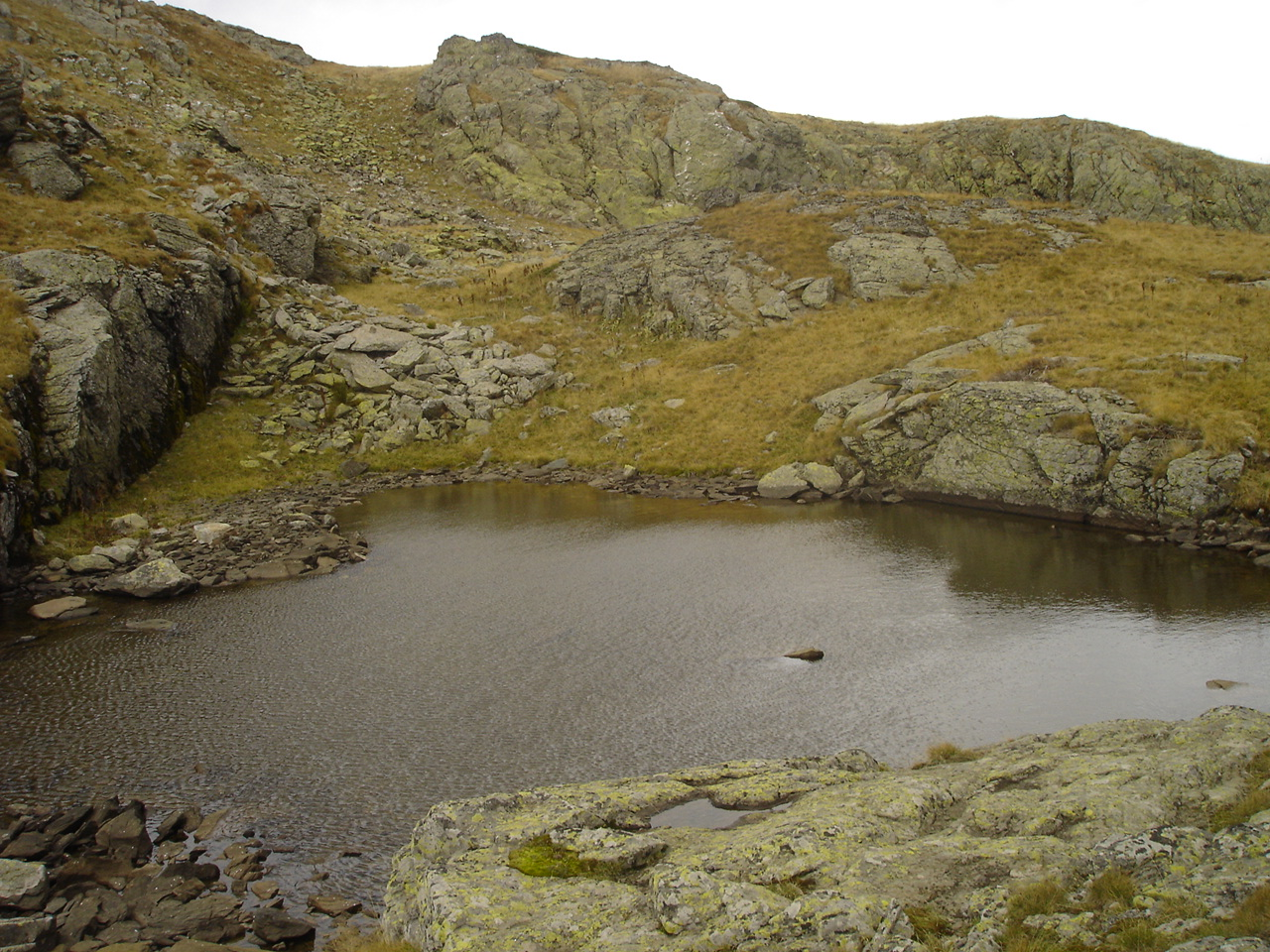
Вид з меншого підключеного ставка
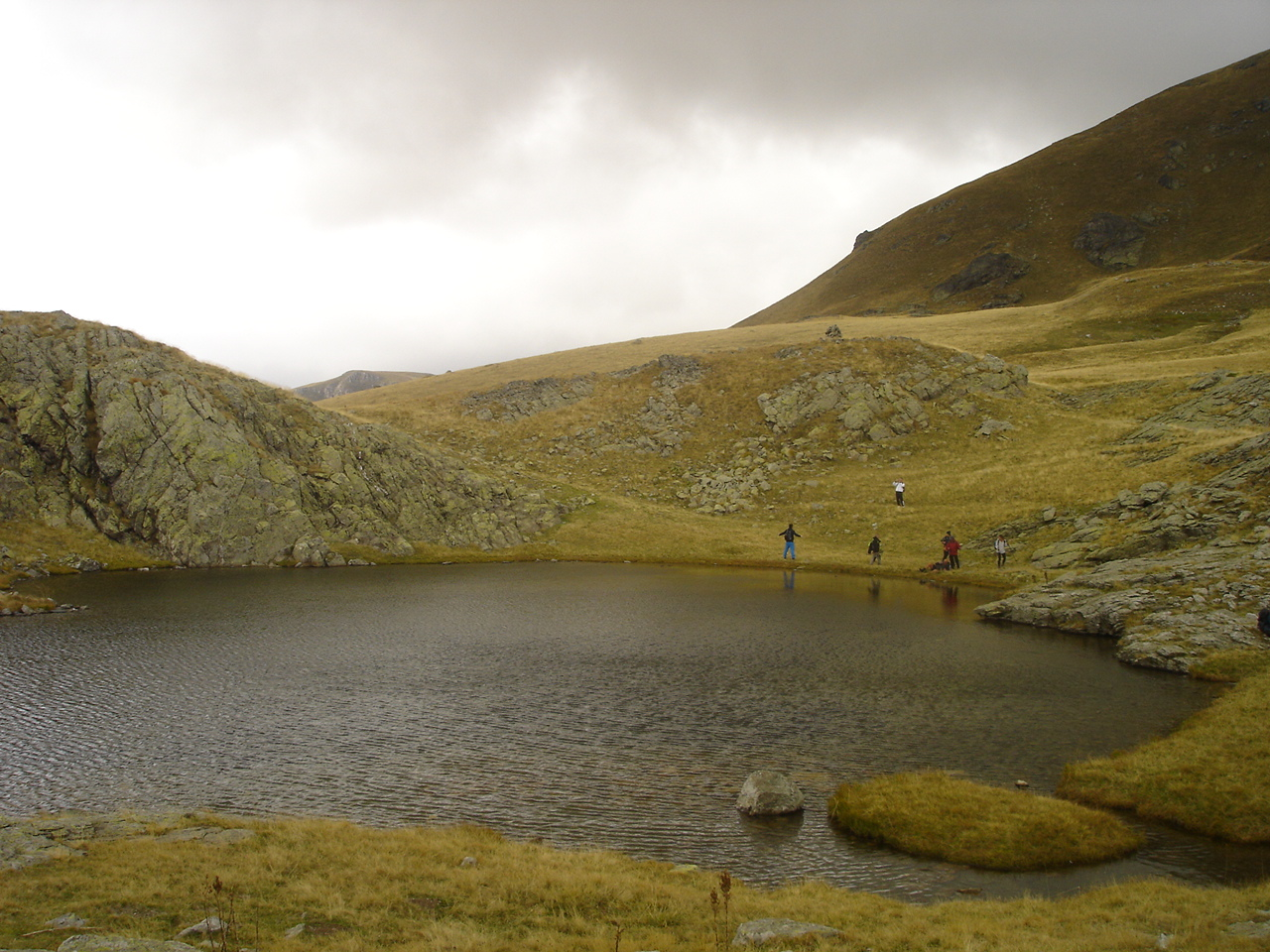
Вид з Верхнього Врачанського озера
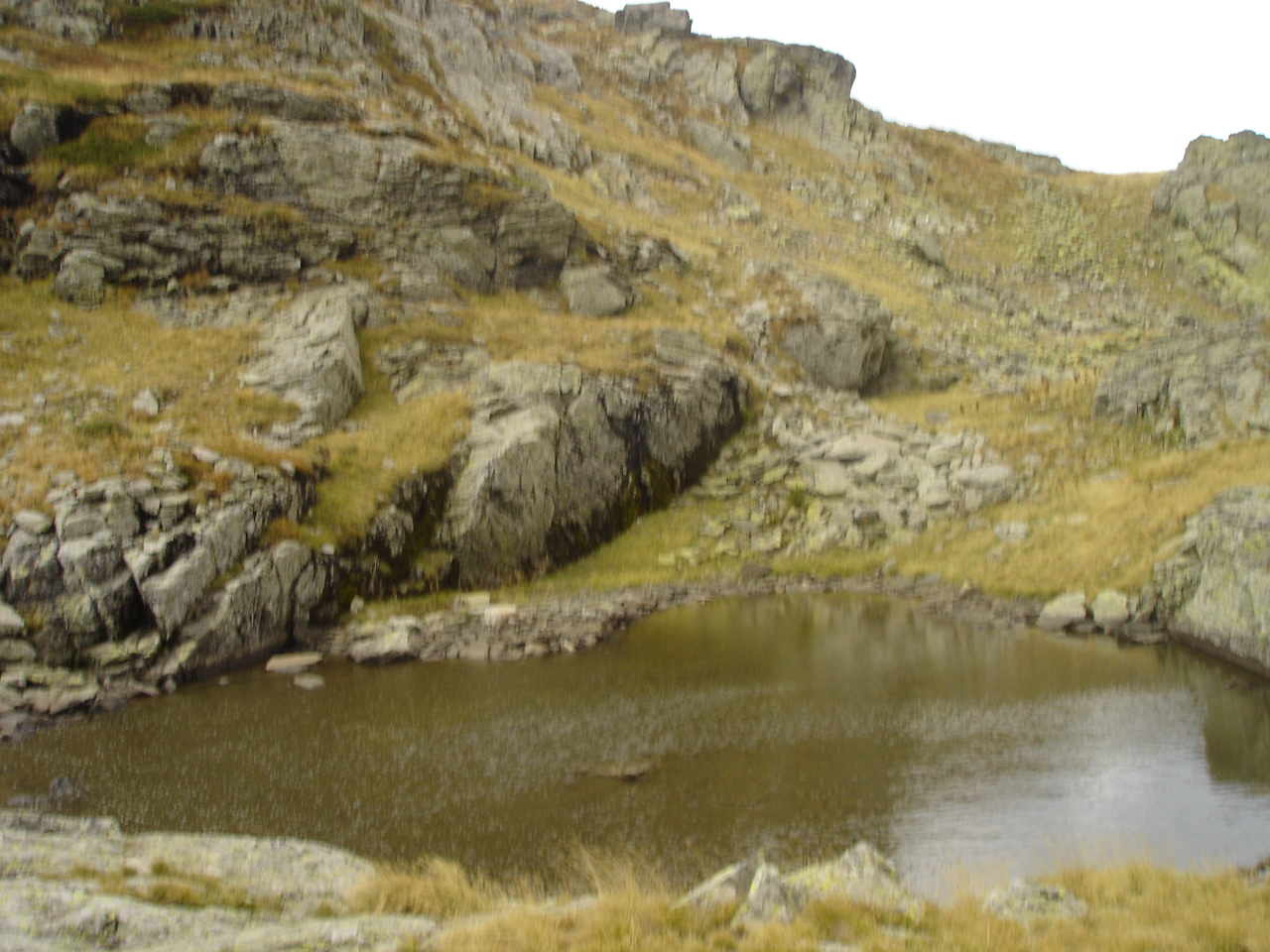
Озерні води